# Chigi (arquitectura)
Chigi (千木, 鎮木, 知木, 知疑?), Okichigi (置千木?) o Higi (氷木?) son fastigios (remates) ahorquillados del tejado que se encuentran en la arquitectura japonesa y la arquitectura sintoísta. Los chigi son anteriores a la influencia budista y son un elemento arquitectónico exclusivo de Japón
.

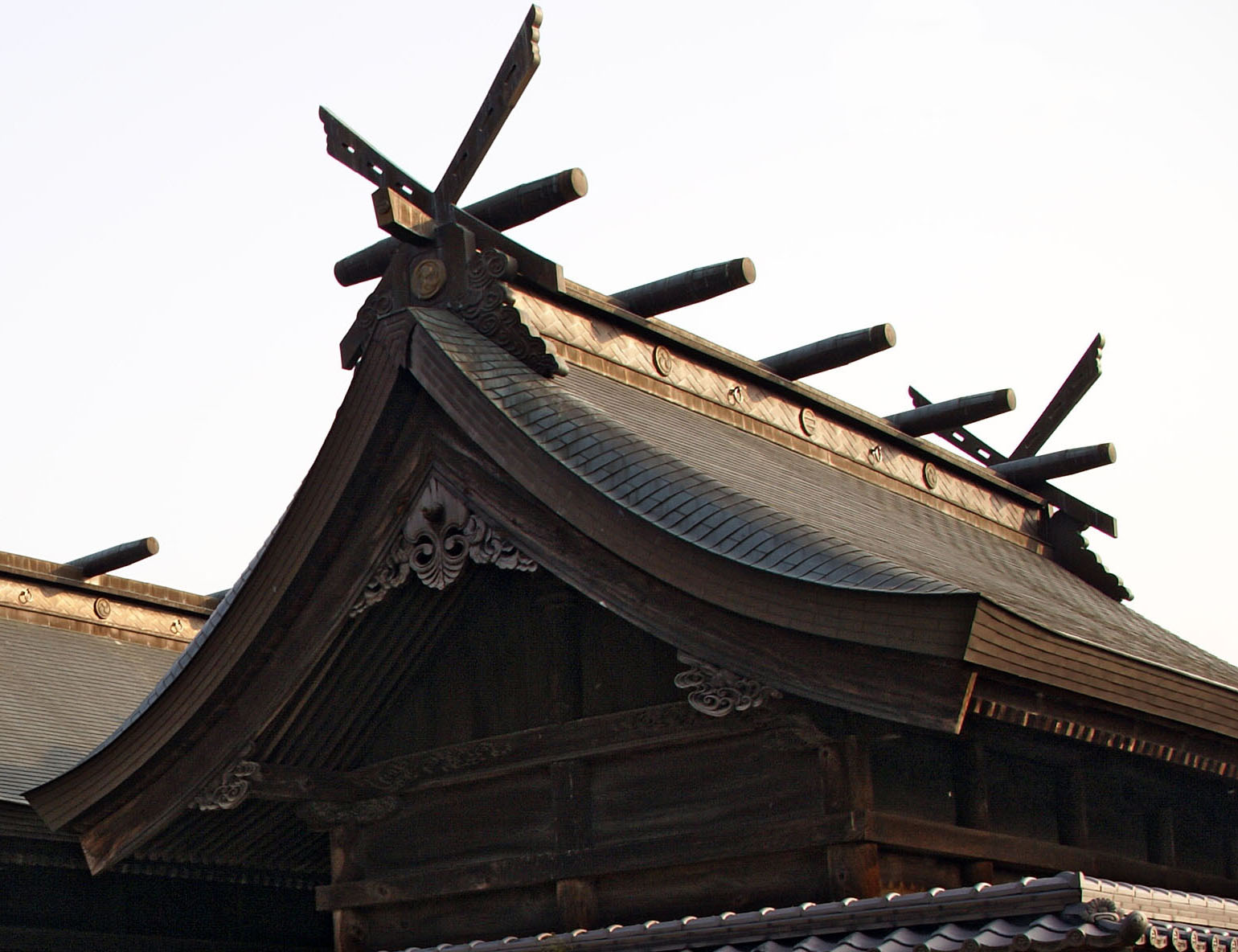
Chigi con katsuogi en el Sumiyoshi-jinja, prefectura de Hyōgo, Japón.

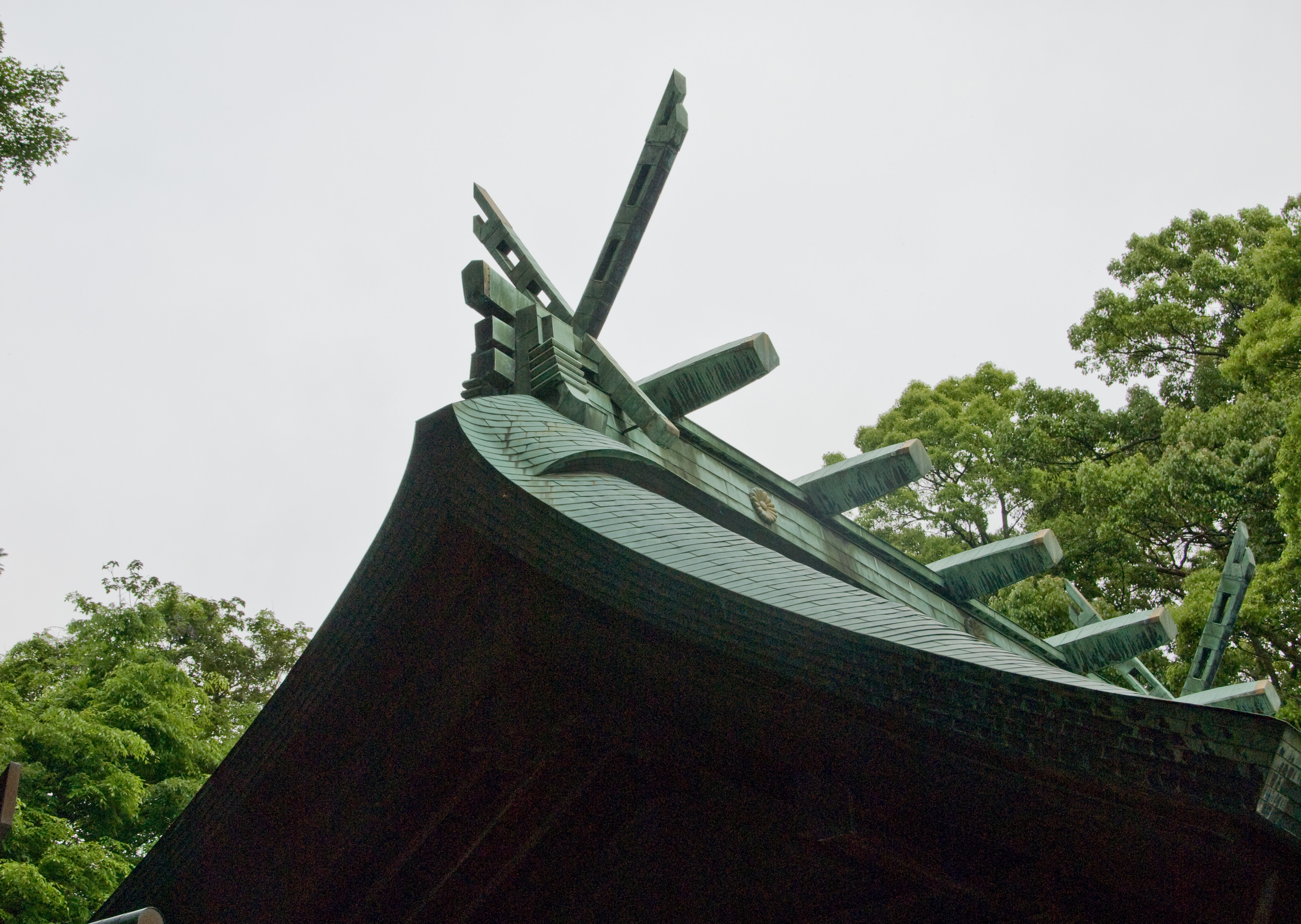
Chigi en Kamakura-gū.

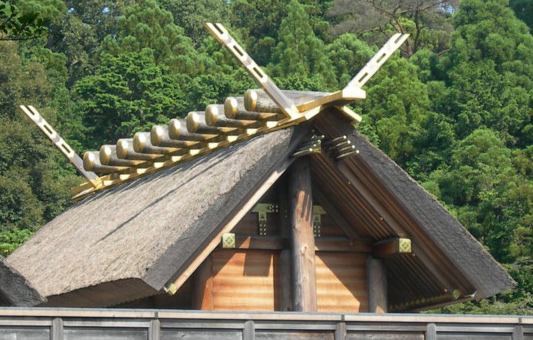
Chigi en el Santuario de Ise.

Tiene un importante aspecto estético en los santuarios sintoístas, donde frecuentemente se combinan con los katsuogi, otro tipo de ornamentación de las cubiertas. Estos elementos característicos reflejan la fuerte diferenciación con la arquitectura budista del Salón Dorado (kondō) que fue introducida desde China. Actualmente, los katsuogi y chigi se usan exclusivamente en edificios sintoístas por lo que pueden usarse como elementos diferenciadores sobre otras estructuras religiosas, como los templos budistas de Japón.

## Origen
Se cree que los chigi se emplearon en edificios japoneses a partir del siglo I. Su existencia durante el período Jōmon (250–538) está bien documentada por numerosos restos. Los chigi han sido mencionados en el documento Taishinpō Enryaku Gishikichō (神 宝 延 暦 儀式 帳), escrito en el 804. 
Los orígenes evolutivos de los chigi son desconocidos. Una teoría es que simplemente entrelazaban tablones que se dejaban sin cortar. Otra teoría es que formaban parte de un sistema de soporte anclado al suelo para estabilizar la cubierta. Una tercera propone que se usaban para 'agarrar' y mantener el techo de paja. Se puede ver evidencia de todo esto con los minka, o casas tradicionales, donde a menudo se encuentran dos tablas entrelazadas en los gabletes de los tejados. Sin embargo, el único hecho cierto es que los chigi eran originalmente una parte funcional de la estructura, pero a medida que las técnicas de construcción fueron mejoradas, se perdió su función y se dejaron como elementos ornamentales.
Es probable que los chigi solo hayan decorado las casas y almacenes de familias poderosas, con un significado de que a más decoraciones, un rango más alto. Este tradición continuó hasta tiempos relativamente recientes. En los siglos XVII al XIX, el código legal dictaba cuántos chigi se permitían en los techos de un edificio de acuerdo con el rango social del propietario. Hoy en día, los chigi se encuentran solo en los santuarios sintoístas.

## Diseño
Los chigi pueden incorporarse directamente en la cubierta como parte de la estructura, o simplemente unirse y cruzarse sobre el gablete como un adorno. Se cree que el método anterior se asemeja más a su diseño original, y aún se utiliza en métodos de construcción más antiguos como los shinmei-zukuri, kasuga-zukuri y taisha-zukuri. 
Los chigi que no están integrados en el edificio están cruzados y, a veces, cortan con una ligera curva. Mientras que los chigi se colocan predominantemente solo en los extremos del tejado, este método permite que a veces también se coloquen en el medio.
Los más ornamentados, como en el Santuario de Ise, se cortan con uno o dos kaza-ana o 'ranuras de viento', y un tercer corte abierto en la punta, lo que le da un aspecto de tenedor. Los revestimientos de metal dorado sirven tanto para fines protectores como ornamentales. Por lo general, si las partes superiores se cortan verticalmente, el kami venerado es masculino, de lo contrario es femenino.
El katsuogi, un tronco decorado corto, se encuentra a menudo detrás del chigi. Dependiendo del edificio, puede haber solo un katsuogi acompañando al chigi, o una fila entera a lo largo de la cresta de la cubierta.

## Denominaciones
Las denominaciones de los chigi pueden variar de una región a otra. En Kioto, prefectura de Nara e Hiroshima, se denominan uma (馬). En ciertas partes de las prefecturas de Toyama, Osaka, Kōchi, Tokushima y Miyazaki, se les llama umanori (馬乗) y en algunas áreas de las prefecturas de Yamagata, Miyagi, Yamanishi, Hiroshima y Kōchi, se les denomina kurakake (鞍掛).

## Galería dechigi

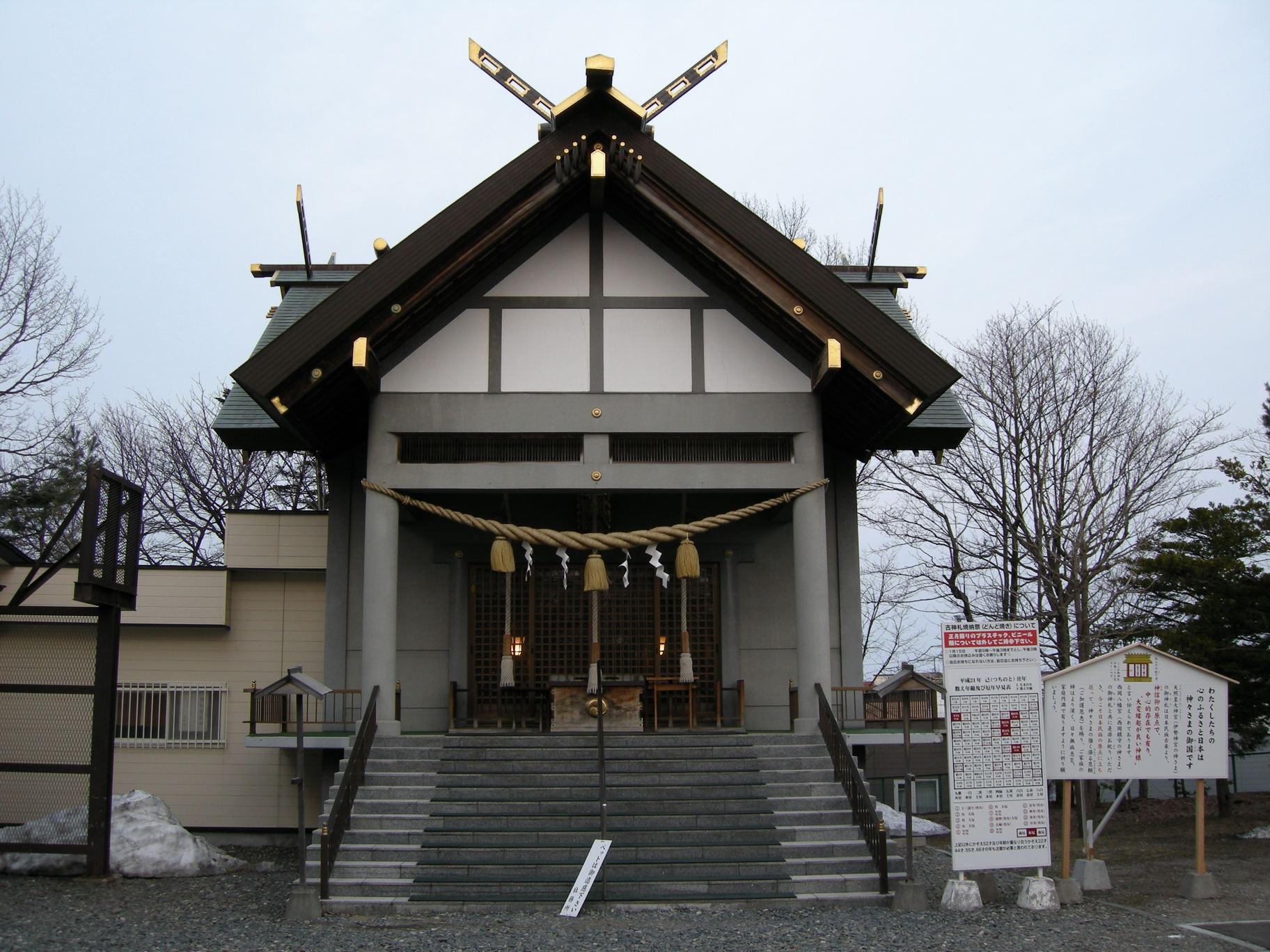
Nishioka Hachiman-gū
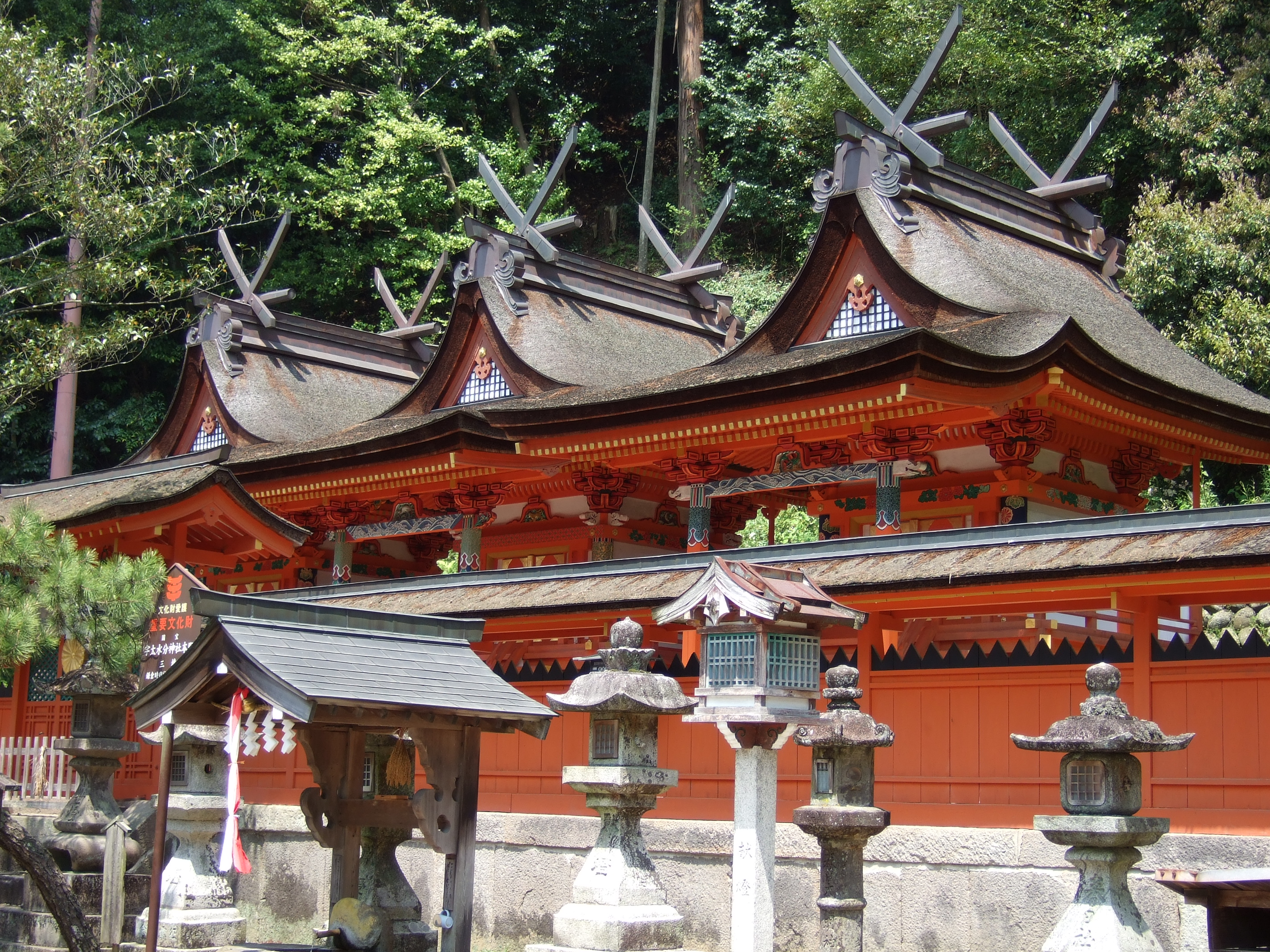
Chigi en el Santuario de Udamikumari
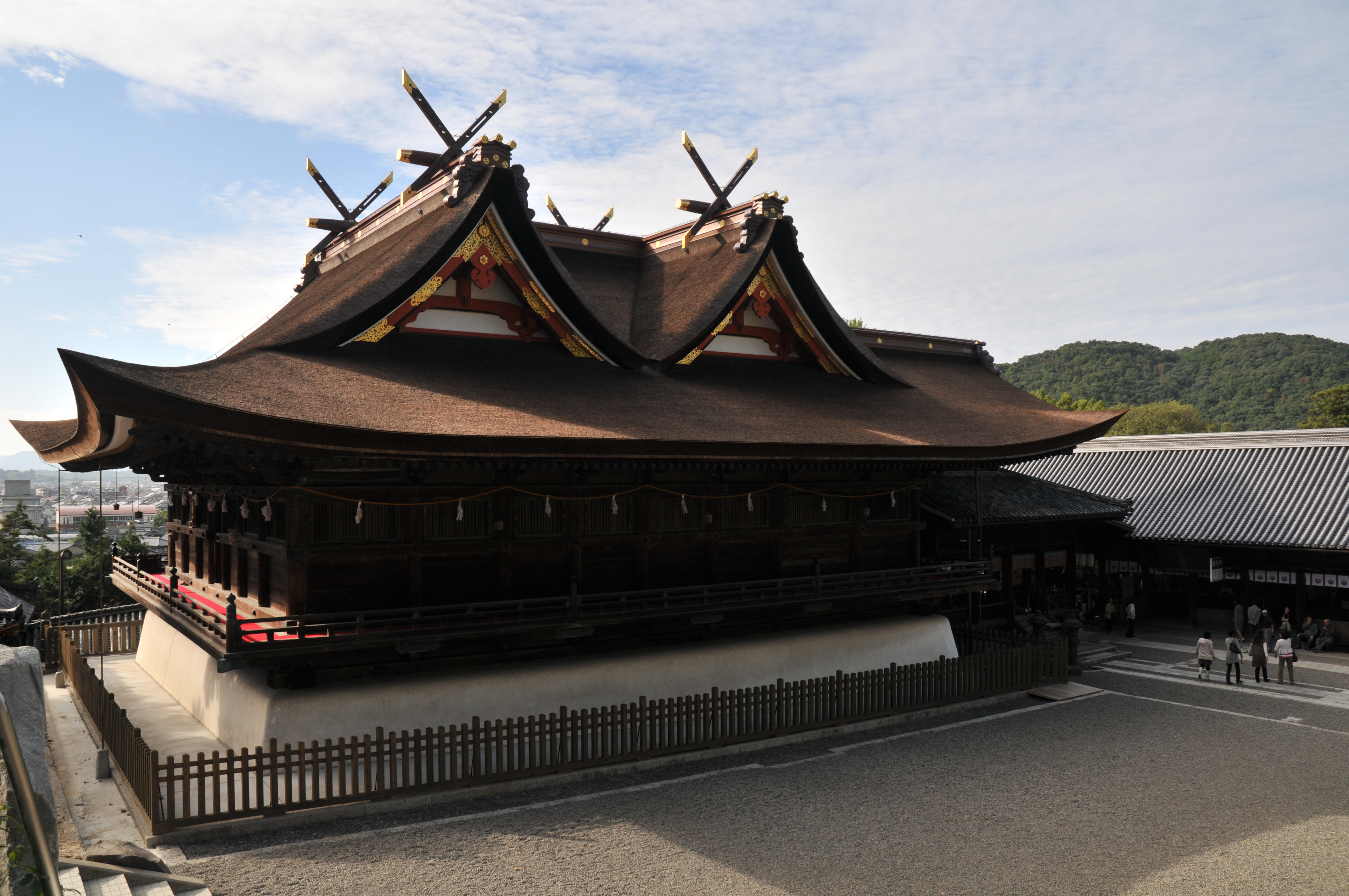
El honden del Santuario de Kibitsu
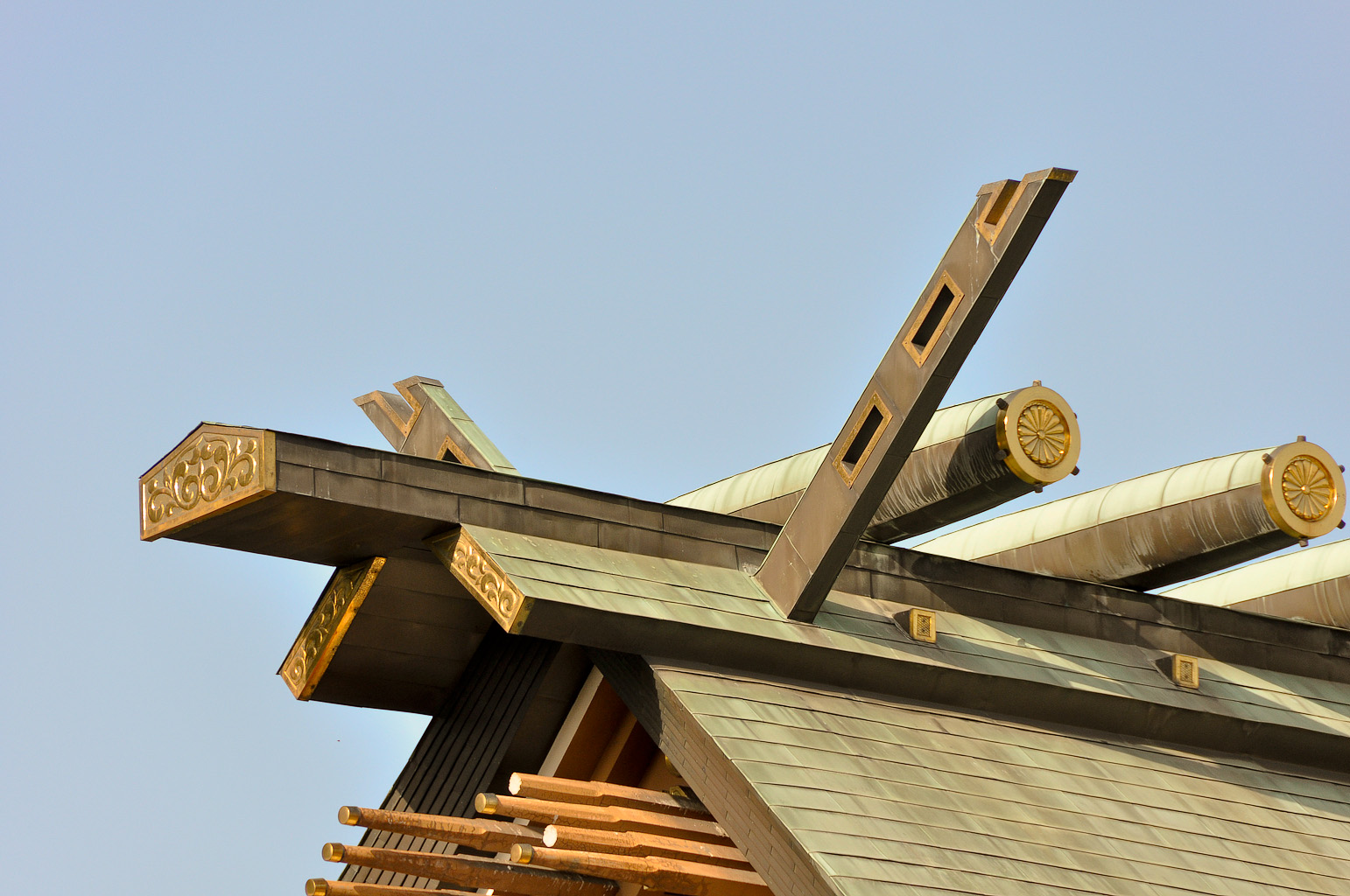
Chigi construido en el estilo shinmei-zukuri